# Медини, Хаим Хизкиягу
Хаи́м Хизкия́гу бен Рафаэ́ль Элия́ху Меди́ни (1832 год, Иерусалим, Османская империя — 1904 год, Хеврон, Османская империя) — крупный еврейский мыслитель конца XIX века, раввин в крымчакской общине в течение 33 лет.

## Биография
Рав Хизкиягу Медини родился в Иерусалиме в известной сефардской семье. Учился у крупнейших сефардских раввинов своего времени. В связи с тяжёлым положением семьи был вынужден в молодом возрасте перебраться в Стамбул и там искать заработок. Вскоре на него обратил внимание крымчакский торговец и пригласил его занять пост главного раввина крымчаков, центр которых был в Карасубазаре (современный Белогорск) на полуострове Крым.
В 1867 году переехал в Карасубазар, где стал раввином крымчакской общины. Также, регулярно ездил в Севастополь, где проживала значительная часть крымчаков. Со временем слава рава Медини росла и к нему начали приходить письма со всех еврейских общин, на которые у него едва хватало времени ответить. Слава о выдающимся раввине дошла также до крымских татар, которые приходили к нему за советом и которым он помогал при плохом урожае. У Медини и его жены крымчачки Ревеки родился сын и 3 дочери: Вентора, Калия и Султан Апай (Луна), однако его сын умер при жизни отца в малолетнем возрасте. Сам рав Медини находился почти при смерти, и во время болезни ему добавили имя Хаим, что в переводе с иврита значит «жизнь».
Он постепенно реформировал крымчакские обычаи, изменяя их на сефардские. Провел серию реформ, подверг запрету ряд религиозных практик, образовал несколько школ по преподаванию иудаизма и древнееврейского языка среди крымчаков. Полемизировал с караимским деятелем А. С. Фирковичем, оспаривая его предположения о том, что все крымские евреи являются потомками хазар и караимов.
В 1878 году начал свой энциклопедический труд «Седе Хемед», в котором подробно описал традиции крымчаков и изложил свои галахические постановления. «Седе Хемед» был опубликован в восемнадцати томах в 1891—1912 в Варшаве. Название книги можно перевести на русский как «Поля красоты» (второе название «Поля Хизкиягу Медини»). Данный труд по сей день изучается во многих иешивах, а также специалистами по галахе.
В 1899 году вместе с группой крымчаков переехал в Эрец-Исраэль, где ему предложили пост Хахама Баши Палестины (главы сефардской общины). Отказавшись от этого предложения, уехал в Хеврон, где стал раввином местной сефардской общины и создал иешиву Сдей Хемед и где проживал до самой своей смерти. В Хевроне рав Медини также закончил свой монументальный труд «Сдей Хемед».

## Сочинения
1. Sede Chemed — главный труд Медини, т.1 , т.2 , т.3 , т.4 , т. 5 , т.6 , т. 7 , т. 8 , т. 9
2. Miktav le-Hizkiahu — ч. 1 , ч. 2